# Équipe d'Espagne de rugby à XV
L'équipe d'Espagne de rugby à XV est l'équipe qui représente l'Espagne dans les compétitions internationales majeures de Rugby à XV. Elle participe tous les ans au championnat d'Europe, compétition qu'elle n'a remportée qu'une seule fois en 1996-1997. La fédération espagnole, fondée en 1923, a la charge de gérer l'équipe.
Le « Quince del León » est entraîné par le technicien argentin Pablo Bouza depuis 2024 et évolue principalement à l'Estadio Nacional Complutense de Madrid.

## Historique

### Introduction et diffusion du rugby
La date exacte de l’introduction du rugby à XV en Espagne et dans la péninsule Ibérique reste incertaine, mais il est probable que ce sport ait été pratiqué pour la première fois par des Britanniques résidant dans le pays. Des matchs ont ainsi été disputés au Real Colegio de San Albano de Valladolid entre 1875 et 1887, suivant des règles proches de celles du rugby moderne.
À la fin des années 1890, le rugby est intégré aux programmes scolaires de certaines écoles espagnoles. Toutefois, le football, perçu comme plus élégant, s’impose rapidement, reléguant le rugby au rang de sport de niche. Il se développe principalement à Barcelone et dans le Pays basque, en raison de leur proximité avec les bastions du rugby dans le sud-ouest de la France. À la fin des années 1890, le rugby est intégré aux programmes scolaires de certaines écoles espagnoles. Toutefois, le football, perçu comme plus élégant, s’impose rapidement, reléguant le rugby au rang de sport de niche. Il se développe principalement à Barcelone et dans le Pays basque, en raison de leur proximité avec les bastions du rugby dans le sud-ouest de la France.
Le premier match documenté en Espagne a eu lieu en février 1901 au vélodrome de Bilbao. Organisé par l’Anglais Stuart Nicholson, cet événement réunit le Racing Club de France et des équipes locales, dont le FC Barcelone, représenté par son fondateur suisse, Hans Gamper.
L’implantation du rugby en Espagne résulte de diverses influences : en Catalogne, il est introduit principalement par des Français, tandis qu’au Portugal, ce sont des étudiants britanniques qui le font découvrir à la fin du XIXe siècle. 
Cependant, la première référence en presse au rugby en Espagne date de 1906. Un reportage publié en 1955 relate le témoignage de Pepe Ramos, joueur du Recreativo de Huelva au début du XXe siècle, qui affirme que des matchs de rugby étaient organisés au Vélodrome de Huelva entre 1906 et 1910.
En mai 1911, le premier match de rugby documenté en Espagne se déroule à Barcelone entre le Club Deportivo Español, première équipe espagnole connue, et le club français "Patrie", composé de joueurs français et de descendants de Français résidant à Barcelone. Les Français l’emportent 7 à 0. Quelques jours plus tard, un autre match d’exhibition oppose ces deux équipes, avec une victoire plus large du Patrie (28-0). Un troisième affrontement le 5 juin 1911 se conclut par un match nul (11-11).
En 1921, Baldiri Aleu Torres (es), un étudiant de retour de France fonde la Unió Esportiva Santboiana. L’année suivante, en 1922, la Santboiana remporte la première compétition nationale recensée, la Coupe de la Société des Courses de Chevaux, en battant le Club Natació Barcelona (3-0).
Un siècle après que William Webb Ellis aurait, selon la légende, défié les règles du football en ramassant un ballon à la main en 1823, la Fédération Espagnole de Rugby (FER) voit le jour. Sa date de création demeure incertaine : certaines sources évoquent 1922, d’autres 1923, à Barcelone. Madrid tente ensuite d’en reprendre le contrôle, entraînant des tensions persistantes entre les deux villes.
En 1925, la FER lance sa première compétition officielle de clubs, l’actuelle Copa del Rey, alors nommée Championnat d’Espagne de Rugby. La première édition de la Copa del Rey de Rugby se tient en 1926 et est remportée par le FC Barcelone.
Ce développement reste freiné par la popularité croissante du football, qui devient un phénomène de masse sous la dictature de Miguel Primo de Rivera.

### Les premières années de la sélection nationale
En 1927, une sélection espagnole non officielle a affronté la France du capitaine André Béhotéguy, Albert Cazenave, Yves du Manoir et Maixent Piquemal, le match se terminant sur le score de 64 à 6 pour le XV de France,. Toutefois, ce match n'est pas reconnu comme un test match, étant organisé par une fédération catalane. Le premier match officiel de l'équipe nationale espagnole a eu lieu le 20 mai 1929 contre l'Italie, avec une victoire 9-0. Ce match faisait partie de l'Exposition internationale de Barcelone et a été joué devant la famille royale espagnole, avec une équipe entièrement composée de joueurs catalans. 
En 1928, les deux fédérations, FER et Rugby Unión Española, basées à Madrid et Barcelone respectivement, fusionnent afin de former une fédération unique, désormais présidée par le Dr Henri Gutierrez, ancien joueur du Bordeaux Étudiants Club.
Durant les années 1930, l'équipe espagnole a disputé des matchs contre l'Italie, le Maroc, l'Allemagne et le Portugal. Toutefois, la Seconde Guerre mondiale a mis un frein à l'activité rugbystique en Europe, y compris en Espagne. Le FC Barcelone se déplace en France pour matcher des équipes locales, affrontant par exemple la Section paloise au Stade de la Croix du Prince de Pau (ville comptant une forte communauté aragonaise au Quartier du Hédas) en 1932,.
En 1934, la Fédération espagnole de rugby a été l'un des membres fondateurs de la Fédération internationale de rugby amateur (FIRA), aujourd'hui Rugby Europe. La rivalité avec le Portugal a commencé le 13 avril 1935 avec une victoire 6-5 à Lisbonne.

### Montées et descentes dans les championnats d'Europe
Après une pause de quinze ans due à la guerre civile espagnole et à la Seconde Guerre mondiale, l'Espagne a rejoint la Coupe d'Europe des nations en 1952. En 1954, l'équipe a atteint les demi-finales en battant le Portugal et la Belgique, mais a été éliminée par l'Italie. Les championnats d'Europe ont été interrompus pendant une décennie, mais l'Espagne a continué à jouer des matchs amicaux, remportant la médaille de bronze aux Jeux méditerranéens de 1955.

### Première qualification en Coupe du monde
L'Espagne a raté la qualification pour les Coupes du monde de 1987 et 1991, mais a réussi à se qualifier pour la Coupe du monde de 1999. Cette qualification a été obtenue grâce à des victoires contre le Portugal, l'Allemagne, la République tchèque et Andorre, suivies de victoires contre la Tunisie et la Géorgie en phase finale. Cependant, l'Espagne a été éliminée en phase de poules, perdant contre l'Uruguay, l'Afrique du Sud et l'Écosse sans marquer d'essai.

### Stagnation et controverses

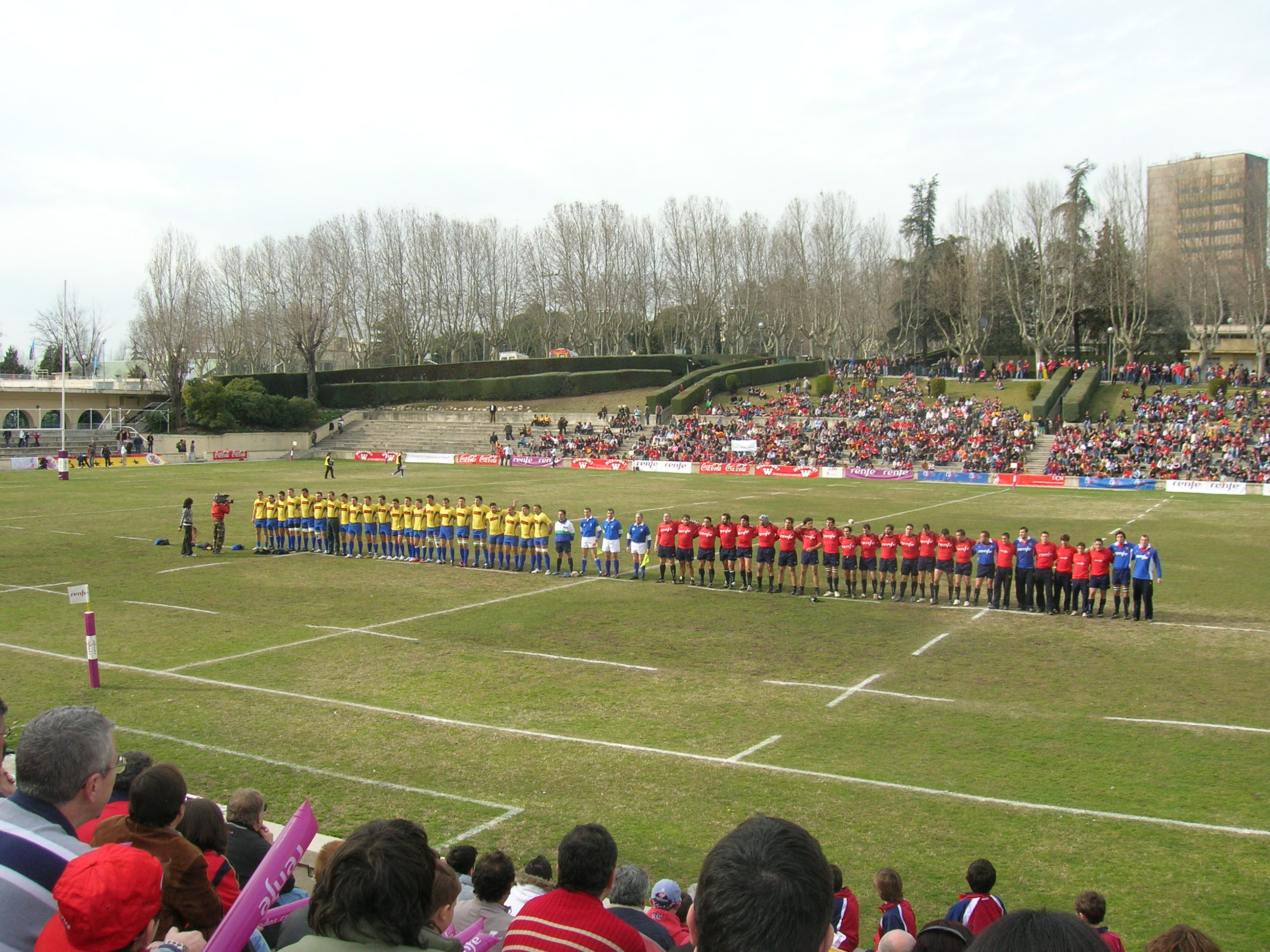
Match entre l'Espagne et la Roumanie, le 23 février 2008.

L'Espagne a échoué à se qualifier pour les Coupes du monde de 2003, 2007, 2011 et 2015. 
En 2010, Régis Sonnes devient sélectionneur de l'équipe d'Espagne et relance la sélection en intégrant des joueurs d'origine espagnole évoluant en France. Grâce à cet apport, l'équipe progresse et obtient une belle quatrième place au Championnat européen des nations 2010-2012. Cependant, faute de prolongation de contrat satisfaisante, Sonnes quitte son poste en 2012.
Son successeur, le Néo-Zélandais Bryce Bevin, opte pour une sélection axée sur les joueurs locaux, mais les résultats se détériorent. L'équipe enchaîne les contre-performances lors du Championnat européen des nations 2012-2014 et peine à s'imposer en tournée estivale. Il est licencié en août 2013.
Santiago Santos prend alors les rênes de la sélection avec l'objectif d'éviter la relégation et de viser une qualification pour la Coupe du monde 2015. Malgré des débuts hésitants et une Tbilissi Cup compliquée, l'Espagne parvient à se maintenir grâce à des victoires essentielles contre la Belgique et le Portugal.
Le 18 mars 2018, l'équipe d'Espagne est éliminée des qualifications pour la Coupe du monde de rugby 2019 après un match litigieux contre la Belgique, marqué par de nombreuses expulsions. Une enquête a révélé que l'Espagne avait aligné des joueurs non éligibles, entraînant une pénalité de 40 points et la qualification de la Russie à sa place.
Quatre ans plus tard, en mars 2022, l'Espagne obtient initialement sa qualification pour la phase finale de la Coupe du monde 2023 en terminant deuxième des qualifications de la zone Europe, derrière la Géorgie. Cependant, à la suite d'une enquête demandée par la Roumanie, classée troisième, il est révélé que l'Espagne a aligné, lors de deux matchs remportés, le Sud-Africain Gavin van den Berg, qui ne remplissait pas les critères d'éligibilité, n'ayant pas séjourné en Espagne durant 36 mois consécutifs. En conséquence, l'Espagne se voit retirer les points de ces rencontres et est disqualifiée, permettant à la Roumanie de récupérer la deuxième place qualificative. La Fédération Espagnole de Rugby accuse le joueur et son club, Club Alcobendas rugby, d'avoir falsifié un passeport, annonce son intention de faire appel et son président, Alfonso Feijoo, critiqué notamment par les joueurs, déclare qu'il démissionnera à l'issue de la procédure,,. L'appel confirme la décision initiale, entérinant ainsi une seconde élimination administrative de rang de l'Espagne, après celle de 2019.

### Renouveau et qualification pour la Coupe du monde 2027
Le 8 juillet 2023, Pablo Bouza est désigné sélectionneur, il prend ses fonctions en 2024. Sous la direction de l'entraîneur argentin, l'Espagne a montré des signes de renouveau. En 2024, l'équipe a remporté une victoire historique contre les Tonga, la première victoire contre une nation du Pacifique. En 2025, l'Espagne se qualifie pour la Coupe du monde 2027, témoignant d'un regain de compétitivité et d'ambition. Vingt-huit ans après sa première et dernière apparition en Coupe du monde, l’Espagne fera son grand retour sur la scène mondiale en 2027, puisque Los Leones ont décroché leur qualification grâce à une victoire contre la Suisse (13-43). 

## Palmarès

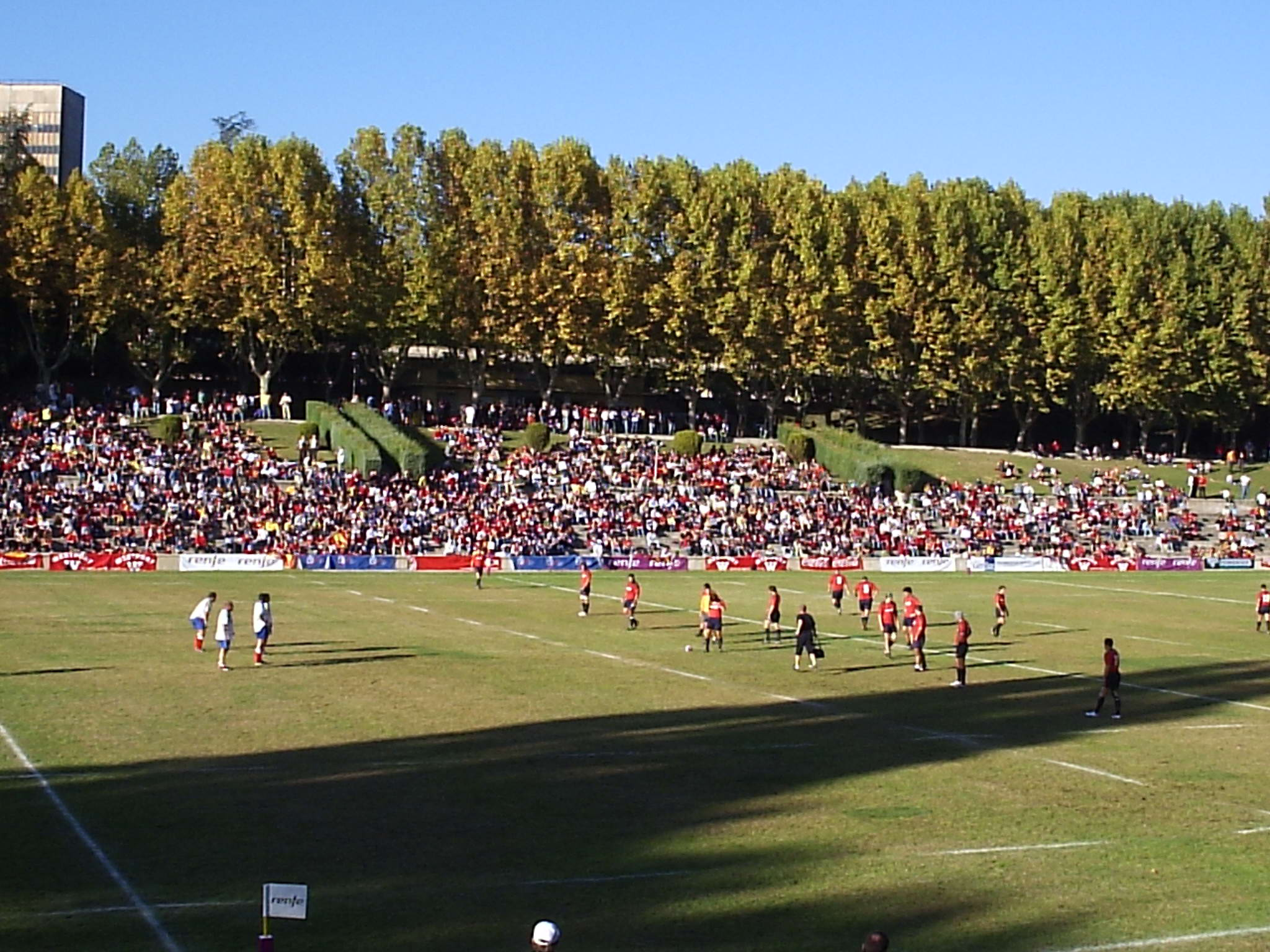
Rencontre entre l'Espagne et la République tchèque.

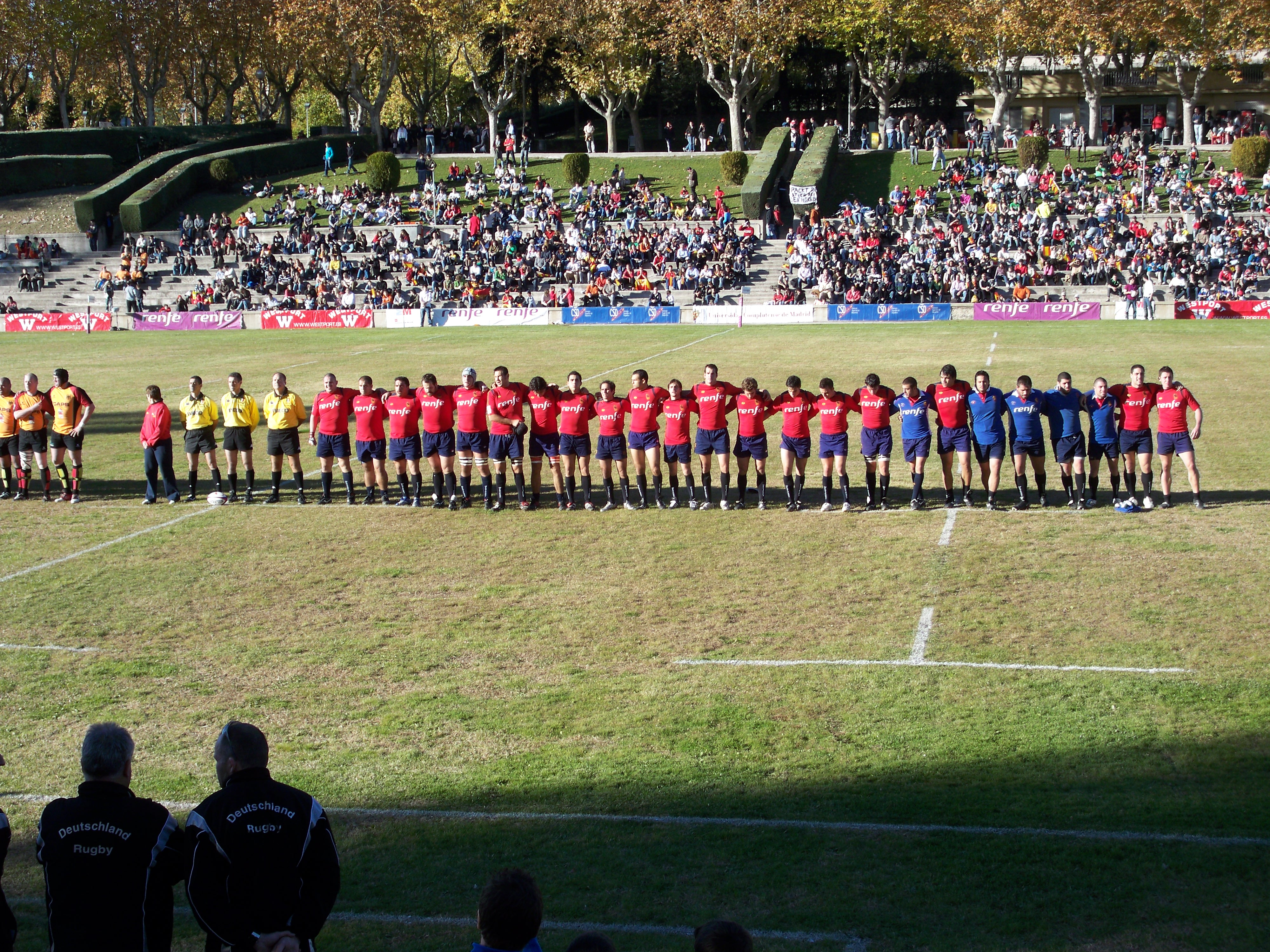
Équipe d'Espagne de rugby à XV.

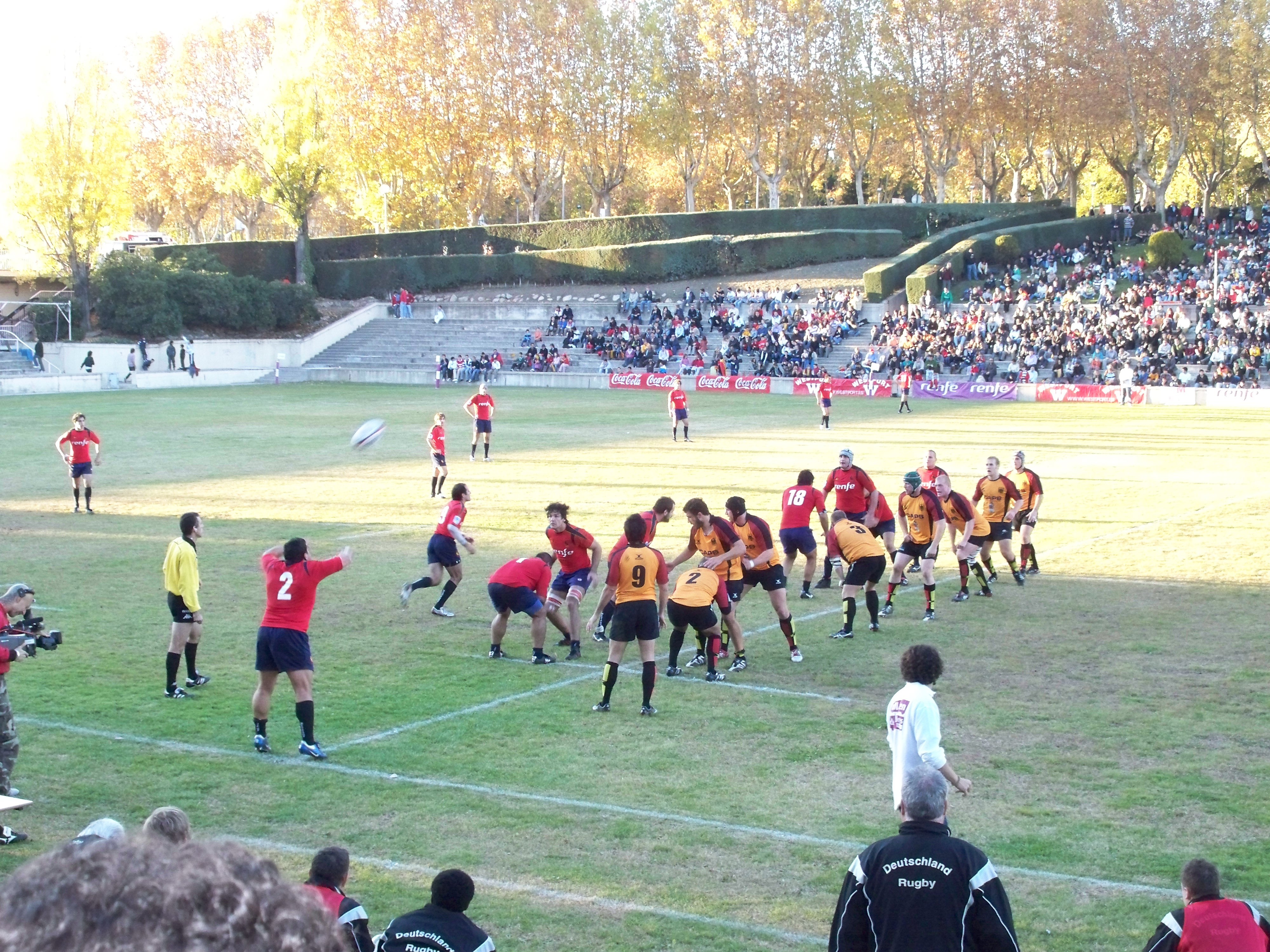
Touche pour l'équipe d'Espagne.

| Édition                      | Bilan             |
| ---------------------------- | ----------------- |
| Coupe du monde de rugby 1987 | non invitée       |
| Coupe du monde de rugby 1991 | non qualifiée     |
| Coupe du monde de rugby 1995 | non qualifiée     |
| Coupe du monde de rugby 1999 | poule du 1er tour |
| Coupe du monde de rugby 2003 | non qualifiée     |
| Coupe du monde de rugby 2007 | non qualifiée     |
| Coupe du monde de rugby 2011 | non qualifiée     |
| Coupe du monde de rugby 2015 | non qualifiée     |
| Coupe du monde de rugby 2019 | disqualifiée      |
| Coupe du monde de rugby 2023 | disqualifiée      |

## Sélectionneurs successifs
- 1927 - 1928 : Enrique Gutiérrez
- 1931 - 1932 : Manuel Ordóñez
- 1935 - 1936 : José Hermosa
- 1936 : César Palomino
- 1952 - 1953 : Jesús Luque
- 1953 - 1960 : Juan Vázquez
- 1960 - 1966 : Arnaldo Griñó
- 1965 (ad intérim): Ramón Rabassa
- 1967 - 1968 : Alberto Serena
- 1968 - 1970 : Alfredo Calzada
- 1970 - 1978 : Gérard Murillo
- 1978 - 1979 : Morgan Thomas
- 1979 (ad intérim) : Luis Mocoroa
- 1979 - 1982 : Francisco Sacristán
- 1982 - 1984 : Jesús Linares
- 1984 - 1986 : Ángel Luis Jiménez
- 1986 - 1989 : José Maria Epalza
- 1989-1992 : Gérard Murillo
- 1992 (ad intérim): Alfonso Feijoo
- 1993-1997 : Bryce Bevin
- 1997-2003 : Alfonso Feijoo (es)
- 2003-2010 : Gerard Glynn
- 2010-2012 : Régis Sonnes
- 2012-2013 : Bryce Bevin
- 2013-2023 : Santiago Santos (es)
- 2024 : Pablo Bouza

## Maillot
Les couleurs de la sélection espagnole sont le bleu et rouge. Pour les matches à domicile, ils portent un maillot rouge, un short et des bas bleus. Pour les matches à l'extérieur, ils jouent avec un ensemble (maillot, short et bas) entièrement bleu.
L'équipementier du XV del Léon est la marque espagnole Joma.

## Joueurs actuels
Liste des joueurs convoqués lors de la saison 2024-2025 (Mise à jour du 26 février 2025)
Le 15 janvier 2025, le sélectionneur espagnol Pablo Bouza dévoile une liste de 40 joueurs pour préparer le Championnat d'Europe. La liste inclut cinq joueurs de Top 14 et huit évoluant en Pro D2. Plusieurs jeunes issus du groupe ayant disputé le Championnat du monde junior 2024 figurent également parmi les sélectionnés.
| Nom                       | Naissance        | Sélections (Pts marqués) | Club                        | Année de 1re sélection |
| Talonneurs                | Talonneurs       | Talonneurs               | Talonneurs                  | Talonneurs             |
| ------------------------- | ---------------- | ------------------------ | --------------------------- | ---------------------- |
| Vicente del Hoyo          | 15 février 1996  | 25 (10)                  | US Marmande                 | 2018                   |
| Álvaro García             | 22 août 2003     | 12 (10)                  | Stade français Paris        | 2023                   |
| Santiago Ovejero          | 11 décembre 1991 | 23 (5)                   | Stade niçois                | 2020                   |
| Piliers                   |                  |                          |                             |                        |
| Joaquín Manuel Domínguez  | 13 février 1996  | 12 (5)                   | CF Os Belenenses            | 2018                   |
| Thierry Futeu             | 23 juin 1995     | 37 (5)                   | Niort Rugby Club            | 2019                   |
| Hugo González             | 8 mai 2005       | 5 (0)                    | CR Complutense Cisneros     | 2024                   |
| Joel Merkler              | 25 octobre 2001  | 8 (5)                    | Stade toulousain            | 2020                   |
| Hugo Pirlet               | 2 octobre 1996   | 3 (0)                    | Colomiers Rugby             | 2023                   |
| Jacobo Ruiz               | 4 décembre 2003  | 2 (0)                    | El Salvador Rugby           | 2023                   |
| Lucas Santamaria          | 28 avril 2001    | 17 (10)                  | Stado Tarbes PR             | 2022                   |
| Bernardo Vázquez          | 9 juin 1989      | 5 (0)                    | CD Aparejadores Burgos      | 2023                   |
| Jon Zabala                | 26 novembre 1996 | 28 (5)                   | Section paloise             | 2019                   |
| Deuxièmes lignes          |                  |                          |                             |                        |
| Manex Ariceta             | 20 mars 2004     | 3 (10)                   | Aviron bayonnais            | 2025                   |
| Pablo Guirao              | 10 novembre 2004 | 2 (0)                    | Club Alcobendas             | 2024                   |
| Ignacio Piñeiro           | 4 janvier 2003   | 13 (0)                   | Oyonnax Rugby               | 2022                   |
| Imanol Urraza             | 5 avril 2002     | 10 (0)                   | SS Lazio Rugby 1927         | 2022                   |
| Asier Usarraga            | 31 décembre 1994 | 8 (5)                    | CA Brive                    | 2015                   |
| Troisièmes lignes         |                  |                          |                             |                        |
| Vicente Boronat           | 15 août 1997     | 5 (5)                    | CD Aparejadores Burgos      | 2024                   |
| Brice Ferrer              | 12 avril 1994    | 13 (20)                  | US Dax                      | 2021                   |
| Matthew Foulds            | 27 avril 1991    | 27 (20)                  | UE Santboiana               | 2018                   |
| Ekain Imaz Agirre         | 7 décembre 2002  | 15 (10)                  | Biarritz olympique          | 2022                   |
| Raphaël Nieto             | 27 août 2000     | 10 (10)                  | Niort RC                    | 2022                   |
| Mario Pichardie           | 31 janvier 2001  | 18 (15)                  | -                           | 2022                   |
| Alex Saleta               | 8 juin 2001      | 8 (5)                    | Saint Jean-de-Luz olympique | 2024                   |
| Matheo Triki              | 2 février 2001   | 7 (0)                    | SO Chambéry                 | 2022                   |
| Demis de mêlée            |                  |                          |                             |                        |
| Kerman Aurrekoetxea       | 4 mai 2000       | 14 (15)                  | Biarritz olympique          | 2019                   |
| Tani Bay (es)             | 18 octobre 1992  | 21 (45)                  | CD Aparejadores Burgos      | 2023                   |
| Ike Irusta                | 13 janvier 2001  | 10 (0)                   | CR Complutense Cisneros     | 2022                   |
| Demis d'ouverture         |                  |                          |                             |                        |
| Lucien Richardis          | 28 mars 2005     | 1 (0)                    | Stade toulousain            | 2025                   |
| Gonzalo Vinuesa           | 15 mai 2001      | 20 (113)                 | CR Complutense Cisneros     | 2020                   |
| Centres                   |                  |                          |                             |                        |
| Alejandro Alonso          | 21 juillet 1998  | 13 (15)                  | Valladolid RAC              | 2021                   |
| Álvar Gimeno              | 15 décembre 1997 | 33 (50)                  | Real Ciencias RC            | 2018                   |
| Gonzalo Lopez Bontempo    | 10 février 2000  | 12 (46)                  | RC Massy                    | 2022                   |
| Iñaki Mateu               | 17 mars 1997     | 25 (38)                  | CD Aparejadores Burgos      | 2018                   |
| Ailiers                   |                  |                          |                             |                        |
| Pau Aira                  | 3 juillet 2001   | 8 (0)                    | FC Barcelone                | 2023                   |
| Manuel Alfaro             | 15 mars 1999     | 2 (0)                    | Club Alcobendas Rugby       | 2024                   |
| Alberto Carmona           | 11 mai 2004      | 15 (0)                   | Colomiers Rugby             | 2022                   |
| Martiniano Cian           | 15 août 2001     | 14 (45)                  | Valladolid RAC              | 2023                   |
| Gauthier Minguillón       | 3 mars 1994      | 17 (30)                  | Valence Romans DR           | 2019                   |
| Arrières                  |                  |                          |                             |                        |
| John-Wessel Bell (es)     | 18 janvier 1990  | 25 (40)                  | CR El Salvador              | 2020                   |
| Federico Castiglioni (es) | 10 août 1990     | 24 (15)                  | Valladolid RAC              | 2018                   |

### Joueurs célèbres
- Francisco Puertas Soto
- Oriol Ripol
- Sergio Souto Vidal
- Carlos Souto Vidal
- Pablo Feijoo
- Jon Azkargorta (en)
- José Julio Álvarez (en)
- Esteban Segovia
- Cesar Sempere

## Statistiques
(Les statistiques sont arrêtées au 19 décembre 2021)
| Adversaires           | Nombre de matchs | Victoires espagnoles | Nuls | Défaites espagnoles | % Victoires espagnoles |
| --------------------- | ---------------- | -------------------- | ---- | ------------------- | ---------------------- |
| Afrique du Sud        | 1                | 0                    | 0    | 1                   | 0,00                   |
| Andorre               | 3                | 3                    | 0    | 0                   | 100,00                 |
| Angleterre A          | 1                | 0                    | 0    | 1                   | 0,00                   |
| Angleterre U23        | 2                | 0                    | 0    | 2                   | 0,00                   |
| Allemagne             | 13               | 9                    | 1    | 3                   | 69,23                  |
| Allemagne de l'Ouest  | 10               | 4                    | 1    | 5                   | 40,00                  |
| Argentine             | 4                | 0                    | 0    | 4                   | 0,00                   |
| Argentine XV          | 3                | 0                    | 0    | 3                   | 0,00                   |
| Australie             | 1                | 0                    | 0    | 1                   | 0,00                   |
| Australie A           | 1                | 0                    | 0    | 1                   | 0,00                   |
| Barbarians            | 1                | 0                    | 0    | 1                   | 0,00                   |
| Belgique              | 17               | 14                   | 1    | 2                   | 81,25                  |
| Canada                | 2                | 0                    | 0    | 2                   | 0,00                   |
| Chili                 | 5                | 3                    | 0    | 2                   | 60,00                  |
| Croatie               | 2                | 1                    | 1    | 0                   | 50,00                  |
| Danemark              | 1                | 1                    | 0    | 0                   | 100,00                 |
| Écosse                | 1                | 0                    | 0    | 1                   | 0,00                   |
| Écosse A              | 5                | 0                    | 0    | 5                   | 0,00                   |
| États-Unis            | 3                | 0                    | 0    | 3                   | 0,00                   |
| Fidji                 | 2                | 0                    | 0    | 2                   | 0,00                   |
| France A              | 24               | 1                    | 0    | 23                  | 4,17                   |
| France militaire      | 4                | 1                    | 1    | 2                   | 25,00                  |
| Géorgie               | 21               | 3                    | 1    | 17                  | 14,29                  |
| Hong-Kong             | 1                | 1                    | 0    | 0                   | 100,00                 |
| Hongrie               | 1                | 1                    | 0    | 0                   | 100,00                 |
| Italie                | 27               | 3                    | 1    | 23                  | 11,11                  |
| Italie A              | 2                | 0                    | 0    | 2                   | 0,00                   |
| Japon                 | 3                | 0                    | 0    | 3                   | 0,00                   |
| Kenya                 | 1                | 0                    | 0    | 1                   | 0,00                   |
| Moldavie              | 1                | 1                    | 0    | 0                   | 100,00                 |
| Maroc                 | 18               | 13                   | 0    | 5                   | 72,22                  |
| Namibie               | 7                | 5                    | 0    | 2                   | 71,42                  |
| Māori de Nlle Zélande | 2                | 0                    | 0    | 2                   | 0,00                   |
| Pays-Bas              | 15               | 14                   | 1    | 0                   | 92,86                  |
| Pays de Galles        | 1                | 0                    | 0    | 1                   | 0,00                   |
| Pologne               | 16               | 10                   | 0    | 6                   | 62,50                  |
| Portugal              | 39               | 26                   | 2    | 11                  | 66,67                  |
| République tchèque    | 8                | 6                    | 0    | 2                   | 75,00                  |
| Roumanie              | 37               | 3                    | 0    | 34                  | 8,10                   |
| Royal Air Force       | 4                | 0                    | 2    | 2                   | 0,00                   |
| Russie                | 23               | 7                    | 0    | 16                  | 23,81                  |
| Yougoslavie           | 4                | 4                    | 0    | 0                   | 100,00                 |
| Slovénie              | 1                | 1                    | 0    | 0                   | 100,00                 |
| Suède                 | 2                | 2                    | 0    | 0                   | 100,00                 |
| Suisse                | 1                | 1                    | 0    | 0                   | 100,00                 |
| Tchécoslovaquie       | 5                | 2                    | 1    | 2                   | 40,00                  |
| Tunisie               | 5                | 4                    | 0    | 1                   | 80,00                  |
| Union soviétique      | 7                | 0                    | 0    | 7                   | 0,00                   |
| Ukraine               | 2                | 2                    | 0    | 0                   | 100,00                 |
| Uruguay               | 13               | 6                    | 0    | 7                   | 46,15                  |
| Yougoslavie           | 4                | 4                    | 0    | 0                   | 100,00                 |
| Zimbabwe              | 7                | 5                    | 0    | 2                   | 71,43                  |
| Total                 | 381              | 157                  | 13   | 211                 | 41.21%                 |

### Bilan Coupe du monde
| Coupe du monde | Coupe du monde                              | Coupe du monde                              | Coupe du monde                              | Coupe du monde                              | Coupe du monde                              | Coupe du monde                              | Coupe du monde                              | Coupe du monde                              | Coupe du monde                              |            | Qualification | Qualification | Qualification | Qualification | Qualification | Qualification |
| Année          | Phase                                       | Matchs                                      | V                                           | N                                           | P                                           | Pm                                          | Pe                                          | Effectif                                    | Sélectionneur                               | Matchs     | V             | N             | P             | Pm            | Pe            |               |
| 1987           | Pas invité                                  | Pas invité                                  | Pas invité                                  | Pas invité                                  | Pas invité                                  | Pas invité                                  | Pas invité                                  | Pas invité                                  | Pas invité                                  | Pas invité | Pas invité    | Pas invité    | Pas invité    | Pas invité    | Pas invité    |               |
| 1991           | Non qualifié                                | Non qualifié                                | Non qualifié                                | Non qualifié                                | Non qualifié                                | Non qualifié                                | Non qualifié                                | Non qualifié                                | Non qualifié                                | 6          | 4             | 0             | 2             | 159           | 94            |               |
| 1995           | Non qualifié                                | Non qualifié                                | Non qualifié                                | Non qualifié                                | Non qualifié                                | Non qualifié                                | Non qualifié                                | Non qualifié                                | Non qualifié                                | 5          | 4             | 0             | 1             | 179           | 94            |               |
| 1999           | Phase de poules                             | 3                                           | 0                                           | 0                                           | 3                                           | 18                                          | 122                                         | Effectif                                    | Alfonso Feijoo (es)                         | 6          | 5             | 0             | 1             | 182           | 144           |               |
| 2003           | Non qualifié                                | Non qualifié                                | Non qualifié                                | Non qualifié                                | Non qualifié                                | Non qualifié                                | Non qualifié                                | Non qualifié                                | Non qualifié                                | 9          | 2             | 0             | 7             | 158           | 359           |               |
| 2007           | Non qualifié                                | Non qualifié                                | Non qualifié                                | Non qualifié                                | Non qualifié                                | Non qualifié                                | Non qualifié                                | Non qualifié                                | Non qualifié                                | 14         | 10            | 1             | 3             | 528           | 224           |               |
| 2011           | Non qualifié                                | Non qualifié                                | Non qualifié                                | Non qualifié                                | Non qualifié                                | Non qualifié                                | Non qualifié                                | Non qualifié                                | Non qualifié                                | 10         | 2             | 0             | 8             | 145           | 304           |               |
| 2015           | Non qualifié                                | Non qualifié                                | Non qualifié                                | Non qualifié                                | Non qualifié                                | Non qualifié                                | Non qualifié                                | Non qualifié                                | Non qualifié                                | 10         | 2             | 2             | 6             | 159           | 243           |               |
| 2019           | Exclu de la compétition après qualification | Exclu de la compétition après qualification | Exclu de la compétition après qualification | Exclu de la compétition après qualification | Exclu de la compétition après qualification | Exclu de la compétition après qualification | Exclu de la compétition après qualification | Exclu de la compétition après qualification | Exclu de la compétition après qualification | 8          | 6             | 0             | 2             | 217           | 85            |               |
| 2023           | Exclu de la compétition après qualification | Exclu de la compétition après qualification | Exclu de la compétition après qualification | Exclu de la compétition après qualification | Exclu de la compétition après qualification | Exclu de la compétition après qualification | Exclu de la compétition après qualification | Exclu de la compétition après qualification | Exclu de la compétition après qualification | 10         | 6             | 0             | 4             | 334           | 244           |               |
| 2027           | Qualifié                                    |                                             |                                             |                                             |                                             |                                             |                                             | Effectif                                    |                                             | 2          | 2             | 0             | 0             | 96            | 37            |               |
| Total          | —                                           | 3                                           | 0                                           | 0                                           | 3                                           | 18                                          | 124                                         | —                                           | —                                           | 80         | 43            | 3             | 34            | 2157          | 1828          |               |

### Victoires notables
| No | Date             | Lieu                                               | Match            | Score  | Compétition |
| -- | ---------------- | -------------------------------------------------- | ---------------- | ------ | ----------- |
| 1  | 20 mai 1929      | Stade olympique Lluís-Companys, Barcelone, Espagne | Espagne – Italie | 9 – 0  | Amical      |
| 2  | 14 mai 1972      | Estadio Nacional Complutense, Madrid, Espagne      | Espagne – Italie | 10 – 0 | FIRA        |
| 3  | 17 décembre 1977 | Estadio Nacional Complutense, Madrid, Espagne      | Espagne – Italie | 10 – 3 | FIRA        |

## Statistiques des joueurs
(décembre 2024).
- Si vous ne connaissez pas le sujet, laissez ce bandeau (vous pouvez alors contacter les auteurs).
- Si vous supprimez le contenu mis en cause (vous pouvez préalablement contacter les auteurs),

argumentez précisément cette suppression dans la page de discussion
(un manque de référence n'est pas un argument ; une recherche réelle de référence doit avoir été effectuée, être formellement documentée).

### Records de sélections
(en gras les joueurs encore en activité ; mis à jour le 9 mars 2019)
1. Francisco Puertas Soto (1994-2001), 93 sélections
2. Jaime Nava (es) (2002-2018), 78 sélections
3. Jon Azkargorta (en) (1982-1994), 76 sélections
4. José Julio Álvarez (en) (1985-1995), 75 sélections
5. Alberto Malo Navio (es) (2000-2014), 74 sélections

### Records de capitanats
(en gras les joueurs encore en activité ; mis à jour le 9 mars 2019)
1. Jaime Nava (es) (2002-2018), 22 capitanats
2. Pablo Feijoo (2002-2014), 12 capitanats
3. Jesús Recuerda (2012-2016), 8 capitanats
4. Álvar Enciso (en)(1999-2006), 7 capitanats
5. Alberto Malo Navio (es) (1998-1999), 7 capitanats
6. Ferran Velazco Querol (2004-2006), 7 capitanats

### Meilleurs réalisateurs
(en gras les joueurs encore en activité ; mis à jour le 19 décembre 2021)
1. Esteban Segovia (2004-2007) : 285 points (2 essais, 54 pénalités, 55 transformations, et 1 drop).
2. Bradley Linklater (en) (2015-) : 271 points (8 essais, 41 pénalités, 54 transformations)
3. Andrei Kovalenco (1998-2006) : 198 points (2 essais, 13 transformations, 53 pénalités et 1 drop)
4. Cesar Sempere (2004-2014) : 177 points (31 essais, 5 transformations et 4 drops)
5. Mathieu Peluchon (2010-2018) : 146 points (3 essais, 28 transformations, 24 pénalités et 1 drop)

### Meilleurs marqueurs d'essais
(en gras les joueurs encore en activité ; mis à jour le 9 mars 2019)
1. Cesar Sempere (2004-2014), 31 essais
2. Pablo Feijoo (2002-2014), 20 essais
3. Ferran Velazco Querol (1997-2006), 13 essais